# Кайлина
Кайлина, она же Императрица Времени (англ. Kaileena, The Empress of Time) — персонаж серии игр Prince of Persia.

## Описание
Хотя Кайлина выглядит как обычная девушка, на самом деле она сверхъестественное создание, существующее с начала времён — Императрица Времени. Она является могущественной повелительницей Острова времени. Способна создавать Песок Времени и управлять им, что даёт определённую власть над самим потоком времени — бессмертие, создание временных порталов, телепортация, превращение людей и животных в песчаных монстров, замедление времени, предвидение возможного будущего и путешествие между мирами. Кроме того она прекрасная фехтовальщица и акробатка.

## Биография

### До событий игр
В руководстве пользователя к игре Prince of Persia: Warrior Within рассказывается, что Кайлина появилась при создании времени в этом мире. Согласно легенде, которую вспоминает Принц в Prince of Persia: Revelations (версии игры для PSP), создателем времени был бог Зерван.

### Warrior Within
Могущественная повелительница Острова времени. В потоке времени она увидела, что Принц Персии должен её убить, поэтому она прилагает все силы, чтобы уничтожить его. По этой причине она посылает свою помощницу Шади убить его, но той это не удаётся.  Принц попадает на остров, где видит ссору Шади и девушки. Принц нападает на Шади и убивает её. Спасённая девушка представляется Кайлиной, слугой Императрицы, она помогает Принцу отворить двери в покои Императрицы, но там пусто. Кайлина признается, что это она Императрица времени. Принц вступает с ней в бой и убивает, но это порождает Пески времени — то, чему Принц старался помешать. Однако юноше удаётся вернуться в прошлое и перенести бой с Императрицей в настоящее, чтобы избежать сотворения Песков.
Дальнейшие события зависят от того, сможет ли игрок найти все 9 пьедесталов здоровья. Если нет — Принц убьёт Кайлину и вернётся в Вавилон. Если же ему удастся найти пьедесталы — он получит Водяной меч и во время боя Принца с Кайлиной появится Демон потока времени Дахака, чтобы убить Императрицу, которая находится не в своём времени. Принц решит её спасти и сразит Дахаку. Императрица и Принц признаются друг другу в любви и вместе отправятся в Вавилон. Судя по сюжету следующей части, каноническим считается второй сценарий.

### The Two Thrones
Кайлину захватывает индийский визирь и убивает её, наделяя себя властью над Временем. С этого момента Кайлина комментирует сюжет для игрока во время игры. В конце игры она появляется в виде духа, забирает с собой Кинжал Времени и весь Песок, и произносит: «Этот мир не для меня, но есть и другие, в которых я найду своё место». После этого она исчезает окончательно.

### Kindred Blades
В невыпущенной первоначальной версии The Two Thrones Кайлина и Принц приезжают в Вавилон, но город захвачен неким врагом. Принца бросают в темницу и Кайлина вынуждена пожертвовать собой, чтобы тем самым освободить Пески времени и дать возлюбленному шанс изменить судьбу.

## Критика
- Кайлина занимает 26 место в списке 50 величайших женских персонажей в истории компьютерных игр по версии Tom’s Games.[1]
- По версии игрового ресурса Playground.ru в рейтинге самых сексуальных героинь компьютерных игр Кайлина заняла 9.[2].
- Кайлина вошла в список самых сексуальных героинь компьютерных игр, составленным игровым порталом Cre8tive Commando[3]
- PC Games Hardware в 2008 году перечислил Кайлину среди 112 самых важных женских персонажей в играх.[4]
- Кайлина перечислена в числе самых реалистичных героинь компьютерных игр на сайте «Боевой народ»[5]
- Кайлина заняла 7 место в рейтинге «10 самых очаровательных злодеек» по версии Игромании.[6]